# Rhythm Nation World Tour
Rhythm Nation World Tour foi a primeira tournê mundial da cantora Janet Jackson, que durou de março de 1990 a novembro de 1990 e arrecadou mais de 100 milhões de dólares para a cantora. No total foram 122 shows para um público de mais de 3 milhões de pessoas.
A Blond Ambition World Tour, turnê da cantora Madonna, gerou grande controvérsia entre a mídia e os fãs de Janet, por Madonna ter sido acusada de plagiar em 'Open Your Heart', a performance de 'Miss You Much' da Rhythm Nation Tour.

## Set list
1. "Control"
2. "Nasty"
3. "What Have You Done For Me Lately"
4. "Let's Wait Awhile"
5. "When I Think Of You"
6. "The Pleasure Principle"
7. "State Of The World"
8. "The Knowledge"
9. "Funny How Time Flies (When You're Having Fun)" (instrumental interlude)
10. "Black Cat"
11. "Come Back To Me"
12. "Alright"
13. "Escapade"
14. "Miss You Much"
15. "Rhythm Nation"